# Renato Ghezzi
Renato Ghezzi (Rho, 27 febbraio 1916 – ...) è stato un calciatore italiano, di ruolo attaccante.

## Carriera

### Club
Nel 1939 fu ingaggiato dall'Alessandria, partecipante al campionato di Serie B, proveniente dal Casale.  Con i piemontesi restò per tre stagioni, totalizzando 58 gare nelle quali mise a segno 24 reti, di cui una realizzata nell'unica presenza della Coppa Italia 1940-1941.
Nell'estate del 1941 passò al Brescia, sempre in cadetteria, dove collezionò solo 7 gettoni di presenza. Nel 1942 passò all'Anconitana sempre in serie B.
Dopo il conflitto mondiale scese di categoria trasferendosi al Gladiator di Santa Maria Capua Vetere, con cui vinse il campionato di Serie C.
L'anno seguente giocò di nuovo in Serie B nella neopromossa Torrese, dove rimase per due stagioni, giocando in coppia prima con Rossi e poi con D'Avino.
In totale in Serie B complessivamente collezionò 121 presenze e realizzò 39 marcature.

## Statistiche

### Presenze e reti nei club
| Stagione           | Squadra            | Campionato         | Campionato | Campionato | Coppe nazionali | Coppe nazionali | Coppe nazionali | Altre coppe | Altre coppe | Altre coppe | Totale | Totale |
| Stagione           | Squadra            | Comp               | Pres       | Reti       | Comp            | Pres            | Reti            | Comp        | Pres        | Reti        | Pres   | Reti   |
| ------------------ | ------------------ | ------------------ | ---------- | ---------- | --------------- | --------------- | --------------- | ----------- | ----------- | ----------- | ------ | ------ |
| 1937-1938          | Casale             | C                  | 29         | 13         |                 |                 |                 |             |             |             | 29     | 13     |
| 1938-1939          | Alessandria        | B                  | 15         | 1          |                 |                 |                 |             |             |             | 15     | 1      |
| 1939-1940          | Alessandria        | B                  | 22         | 10         | CI              | -               | -               |             |             |             | 22     | 10     |
| 1940-1941          | Alessandria        | B                  | 20         | 12         | CI              | 1               | 1               |             |             |             | 21     | 13     |
| Totale Alessandria | Totale Alessandria | Totale Alessandria | 57         | 23         |                 | 1               | 1               |             |             |             | 58     | 24     |
| 1941-1942          | Brescia            | B                  | 7          | 0          |                 |                 |                 |             |             |             | 7      | 0      |
| 1942-1943          | Anconitana         | B                  | 1+         | 1+         |                 |                 |                 |             |             |             | 1+     | 1+     |
| 1945-1946          | Gladiator          | C                  | ?          | ?          |                 |                 |                 |             |             |             | ?      | ?      |
| 1946-1947          | Torrese            | B                  | 28         | 8          |                 |                 |                 |             |             |             | 28     | 8      |
| 1947-1948          | Torrese            | B                  | 30         | 7          |                 |                 |                 |             |             |             | 30     | 7      |
| Totale Savoia      | Totale Savoia      | Totale Savoia      | 58         | 15         |                 |                 |                 |             |             |             | 58     | 15     |
| Totale Carriera    | Totale Carriera    | Totale Carriera    | 152+       | 52+        |                 | 1               | 1               |             |             |             | 153+   | 53+    |